# Золотарьов Олексій Олександрович
Золотарьов Олексій Олександрович — радянський і український кінооператор.

## Життєпис
Народився 2 вересня 1948 року у м. Муром Володимирської області.
У 1985 році закінчив Всесоюзний державний інститут кінематографії.
Працює на Київській кіностудії ім. О. П. Довженка.
Член Національної спілки кінематографістів України.

## Фільмографія
Зняв фільми:
- «Припустимо — ти капітан...» (1976, 2-й оператор у співавторстві)
- «Дачна поїздка сержанта Цибулі» (1979, 2-й оператор)
- «Польоти уві сні та наяву» (1982, 2-й оператор у співавторстві)
- «Повернення з орбіти» (1983, 2-й оператор у співавторстві)
- «Канкан в Англійському парку» (1984, 2-й оператор у співавторстві)
- «Капітан „Пілігрима“» (1986, у співавторстві)
- «Бич Божий» (1988, у співавторстві)
- «Імітатор» (1990)
- «Нескорений» (2000, у співавторстві)

Автор музики до фільму «Капітан „Пілігрима“» (1986, у співавт.)[джерело не вказане 4427 днів]).